# Austin, Nichols & Co. Warehouse

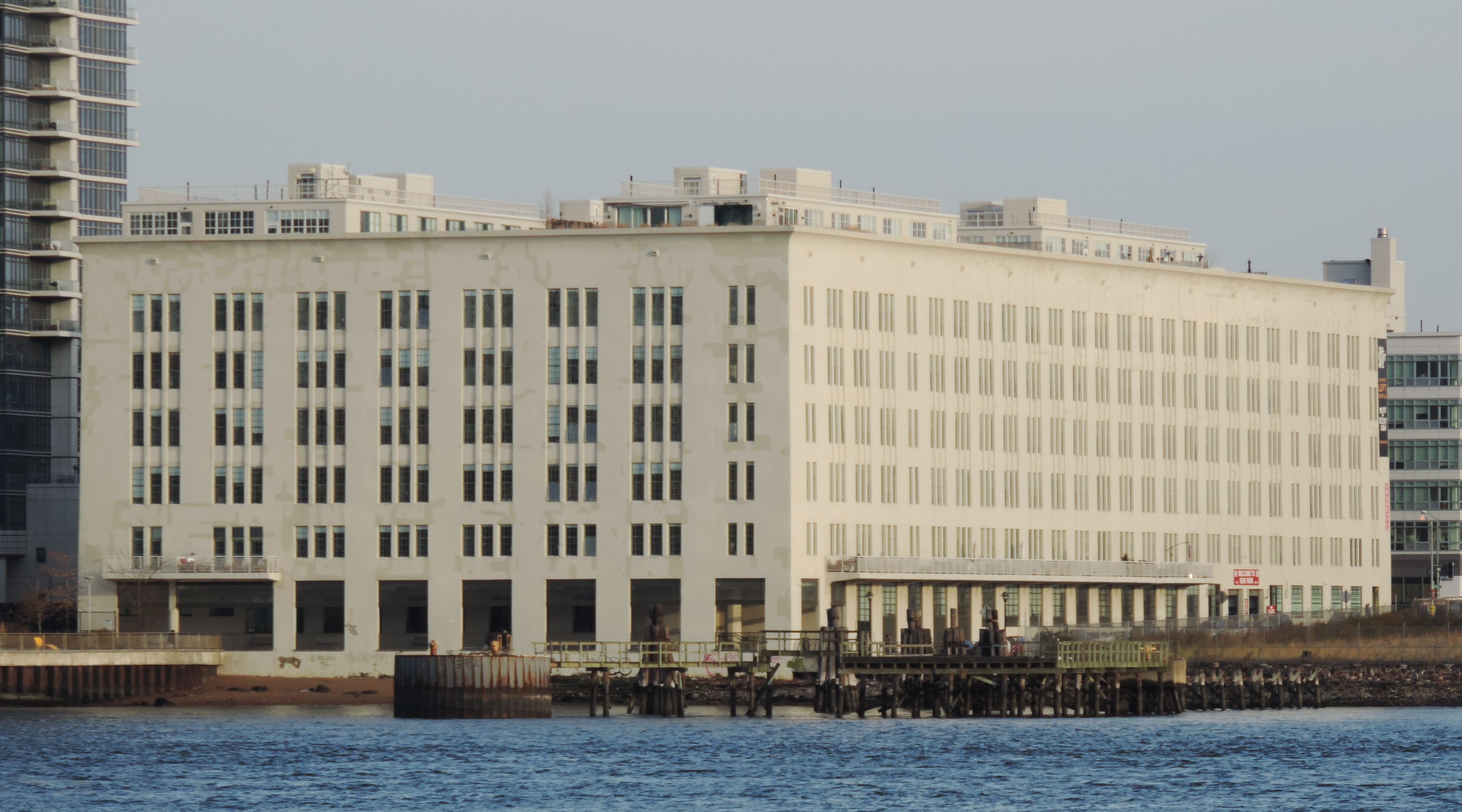
Austin, Nichols & Co. Warehouse

Das Austin, Nichols & Co. Warehouse ist ein 1915 eröffnetes, ehemaliges Lagerhaus und Industriegebäude der früheren Lebensmittelgroßhandels- und Konservenherstellungsfirma Austin, Nichols & Co. Das Gebäude im New Yorker Stadtteil Williamsburg (Brooklyn) mit der Hauptadresse 184 Kent Avenue ist als denkmalgeschütztes Gebäude im National Register of Historic Places der Stadt New York gelistet und wurde zum Wohn- und Geschäftshaus umfunktioniert.

## Geschichte
Das 1879 gegründete und zum weltweit führenden Lebensmittelgroßhandelsunternehmen aufgestiegene Unternehmen Austin, Nichols & Co. und seine Partnerunternehmen waren zu Beginn des 20. Jahrhunderts in neun Gebäuden in Manhattan verteilt. Unter Harry Balfe, 1912 noch Vizepräsident und Generaldirektor von Austin, Nichols & Co., fiel aus Kapazitätsgründen die Entscheidung zum Bau eines großen Lagerhauses mit Bahnanbindung am Hafenufer Brooklyns. Gleichzeitig sollte es als Hauptsitz des bislang an der 55–61 Hudson Street ansässigen Unternehmens dienen. Die endgültige Entscheidung fiel im April 1913 und wurde Ende November des gleichen Jahres besiegelt.

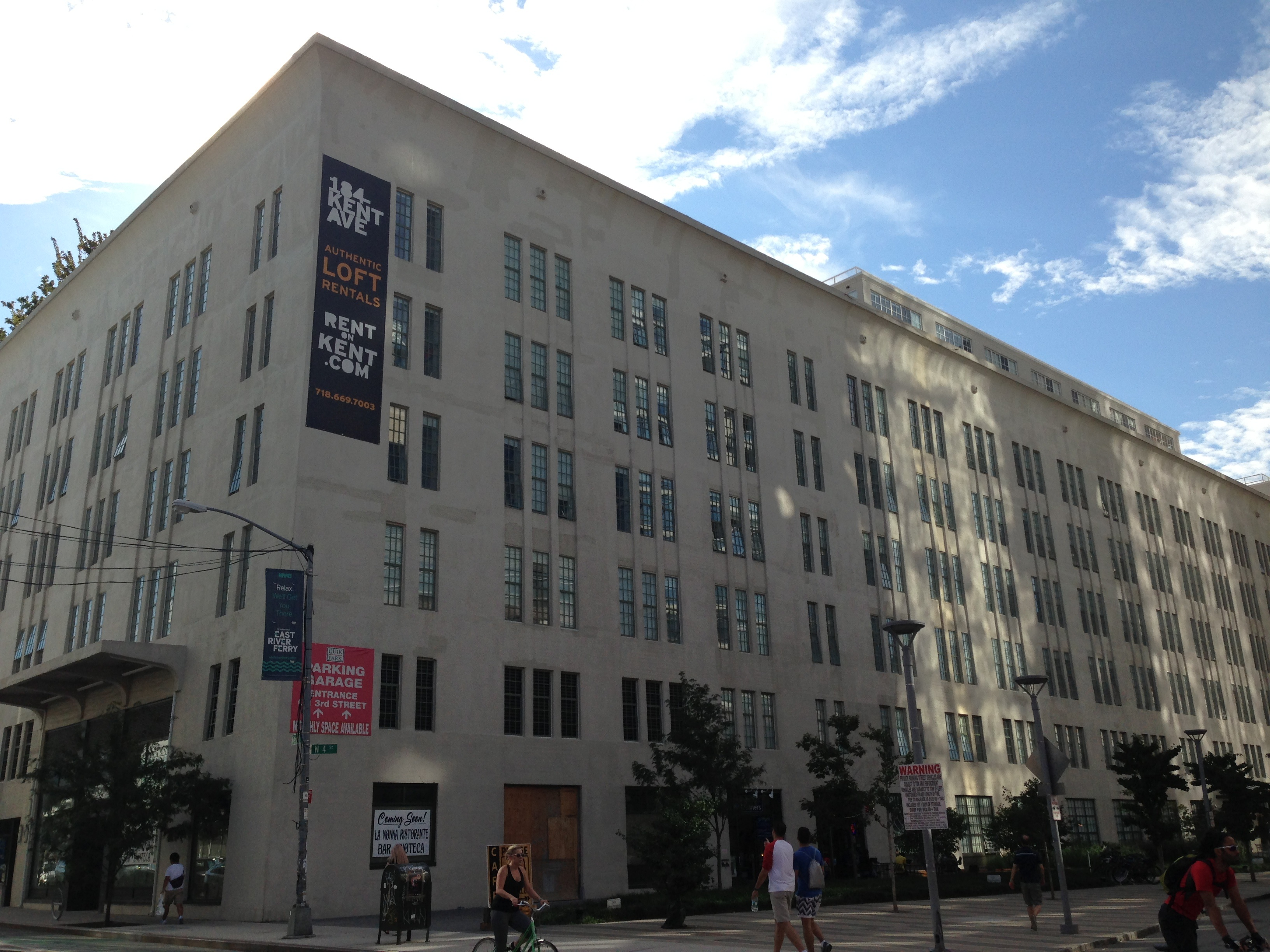
Fassade des heutigen Wohn- und Geschäftshauses

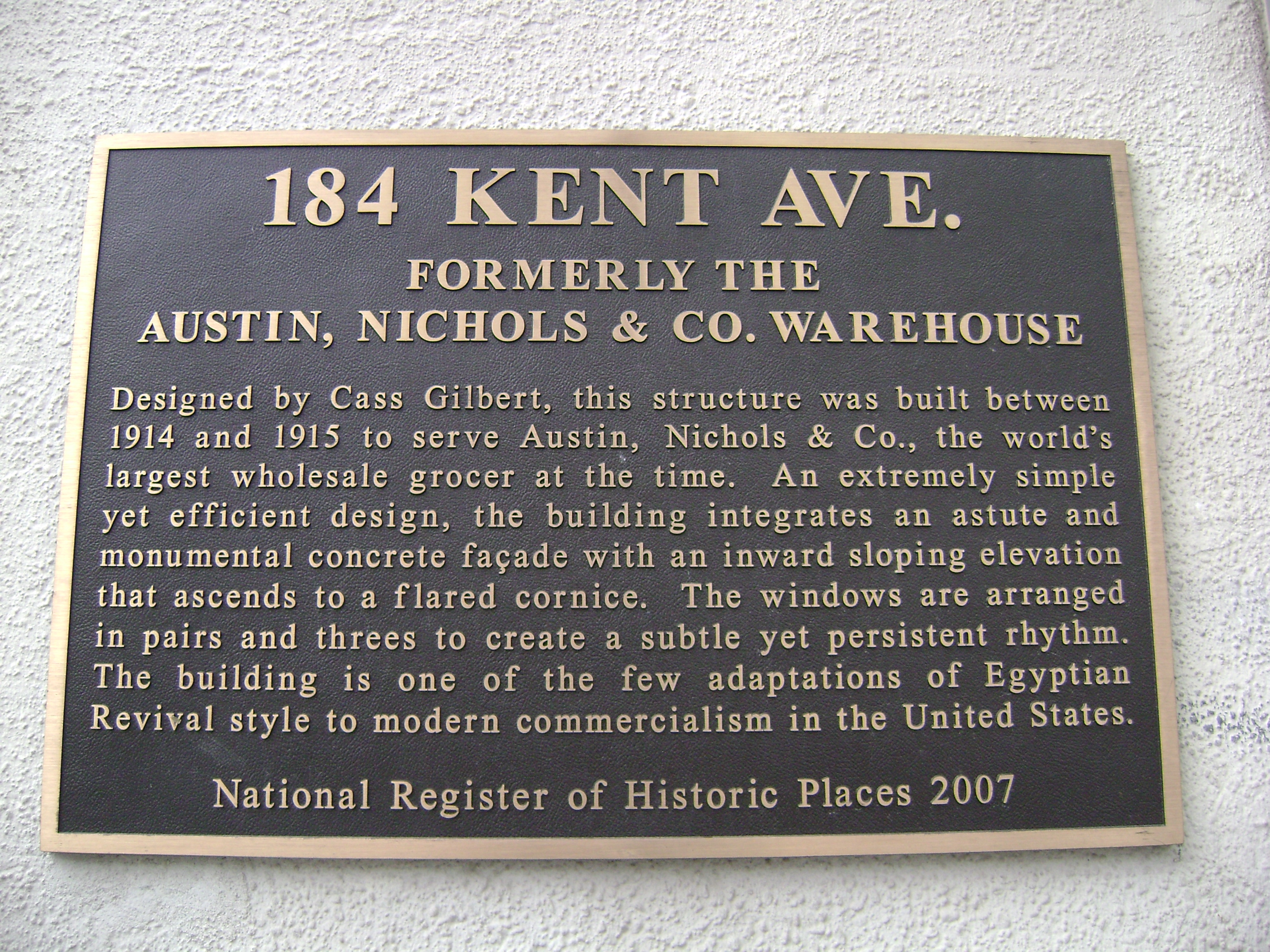
Denkmalschutzinschrift seit 2007

Für die Finanzierung kam Havemeyers & Elder auf, ein 1863 von Henry O. Havemeyer und Joseph Lawrence Elder (1832–1868) gegründetes Zuckerraffinerieunternehmen, das zu diesem Zeitpunkt von Horace Havemeyer (1886–1957) geführt wurde, dem Sohn von Henry O. und Louisine W. Havemeyer und Eigentümer des New Yorker Eastern-District-Terminals. Havemeyer beauftragte für die Gestaltung den Architekten Cass Gilbert und für die Bauausführung die Firma Turner Construction, die den Bauingenieur Gunvald Aus damit beauftragte. Die Bauarbeiten begannen im Januar 1914 und waren im März 1915 abgeschlossen.
Alle Import- und Exportprodukte von Austin, Nichols & Co. wurden hier unter dem Label Sunbeam Foods verarbeitet, verpackt und ausgeliefert. Nachdem das Unternehmen 1934 nach Aufhebung der Prohibition auch in die Produktion alkoholischer Getränke einstieg, diente das Gebäude als Hauptsitz der Austin, Nichols Distilling Co., die heute zur Campari-Gruppe gehört. Bis in die späten 1950er Jahre war das Gebäude Sitz von Austin, Nichols & Co.
1986 wurde das Gebäude von der jetzigen Eigentümerfamilie namens Kestenbaum erworben und zum Wohn- und Geschäftshaus umgebaut. Im Juli 2005 wurde das Haus vom New York City Council zum Wahrzeichen der Stadt erklärt. Am 28. Juni 2007 stellte die Bundesregierung das Gebäude unter Denkmalschutz.

## Baubeschreibung
Das Gebäude ist eines der sehr seltenen Beispiele in New York für den in den Vereinigten Staaten seltenen Egyptian-Revival-Stil.
Die bauliche Ausführung in Stahlbetonbauweise im typischen Stil des späten 19. und frühen 20. Jahrhunderts in den Vereinigten Staaten mit einer Grundfläche von 179 × 440 Fuß erstreckt sich über die Hausnummern 184–98 Kent Avenue und 1–41 North 3rd Street. Über dem hallenartigen Grundgeschoss des monumental anmutenden Gebäudes am East River befinden sich weitere fünf Stockwerke und Dachaufbauten.

## Rezeption
In der Zeitschrift Engineering News vom November 1914 wurde die bauliche Ästhetik als „etwas Einzigartiges“ beschrieben. Der New Yorker Architekt Arthur McEntee beschrieb den Bau als „ein exzellentes Beispiel moderner Adaption der ägyptischen Architektur an gegenwärtige Anforderungen der Kommerzialisierung.“